# Leihverkehrsordnung
Die Leihverkehrsordnung (LVO) regelt den Leihverkehr zwischen den Bibliotheken in der Bundesrepublik Deutschland (ausgenommen den innerkirchlichen und Bundeswehr-Leihverkehr). Sie wird von der Kultusministerkonferenz der Länder in Form einer Empfehlung verabschiedet und in den Bundesländern – in der Regel durch Runderlass des jeweiligen zuständigen Landesministeriums – in Kraft gesetzt. Die derzeit gültige Leihverkehrsordnung wurde am 19. September 2003 verabschiedet und im Laufe des Jahres 2004 in den Ländern umgesetzt.
In der Leihverkehrsordnung sind die zwei wichtigsten Prinzipien des Leihverkehrs fest verankert:
1. Das Regionalprinzip: Erst ist zu prüfen, ob das Medium am Ort vorhanden ist, dann erfolgt eine Ausweitung auf die eigene Leihverkehrsregion und erst wenn eine Bestellung hier nicht möglich ist, sollte man die Bestellung einer Fernleihe auf die anderen Regionen erweitern.
2. Das Prinzip der Gegenseitigkeit (das Prinzip des Gebens und Nehmens): Hierbei handelt es sich um eine der Voraussetzungen, um als Bibliothek am Leihverkehr teilnehmen zu können. Es bedeutet, dass eine Bibliothek nur am Leihverkehr teilnehmen kann, wenn sie sich dazu bereit erklärt, auch Medien aus ihrem Bestand für die Fernleihe freizugeben, d. h. sich nicht nur „nehmend“, sondern auch „gebend“ am Leihverkehr zu beteiligen.